# Ньютон (гора)
Ньютон або Ньютонтоппен (норв. Newtontoppen) — це гора на острові Західний Шпіцберген, найвища точка архіпелагу Шпіцберген. Гора Ньютон знаходиться в північно-східному куті острова. Висота гори 1713 м.
Найближче поселення — колишнє радянське шахтарське селище Піраміда. Гора складається з силурійського граніту. Перше сходження відбулося 4 серпня 1900 року експедицією під керівництвом Хельге Баклунда, російсько-шведського геолога, мінеролога і петрографа.

## Етимологія
Гора названа на честь відомого англійського математика і фізика сера Ісаака Ньютона в 1898 році. Низка інших вершин в цьому ж регіоні були названі на честь відомих вчених в цьому ж році.